# Ibijoke Faborode
Ibijoke Faborode (nascida no século XX, no estado de Oxum, na Nigéria) é uma ativista nigeriana que traballa que trabalha para colocar mais mulheres na política.

## Educação e trabalho
Ibijoke Faborode tem formação superior em História e Relações Internacionais na Nigéria, em gestão de projetos na França e análise de negócios na London School of Economics na Inglaterra. Em 2014, Ibijoke Faborode começou a trabalhar no The Africa Report, sediado em Paris (França), gerindo campanhas de comunicação para governos e grandes marcas africanas. Em 2017, assumiu responsabilidades no Ministério das Relações Exteriores do Reino Unido, liderando as relações políticas, comerciais e de investimento na África Ocidental.

## Ativismo
Em Dezembro de 2019, Ibijoke Faborode co-fundou uma organização política panafricana chamada Electher, que trabalha para conscienciar e preparar as mulheres para se dedicarem à política. Em 2022, Ibijoke Faborode já tinha formado aproximadamente 2.000 mulheres africanas. Antes das eleições gerais de 2023, Ibijoke Faborode avançou com o projeto #Agender35 para alocar US$ 10 milhões para capacitar 1.000 mulheres e preparar 35 candidatas para as eleições locais ou federais marcadas para 2023. Também lançou um aplicativo para analisar dados eleitorais.
Ibijoke Faborode assumiu a co-direção do Summit Africa 2021 da London School of Economics.

## Reconhecimento
Em 2022, Ibijoke Faborode foi incluída na lista das 100 mulheres mais inspiradoras do mundo, pela BBC.